# جامع كلبايكان
يعد جامع كلبايكان (بالفارسية: جامع گلپایگان) أحد أهم المساجد في الدولة السلجوقية وأحد أكبر المساجد في إيران. في ضوء تاريخ بنائه، يمكن القول أن هندسته مزيج بين العمارة الإسلامية والعمارة الفارسية، وكان بناؤه نموذجًا لبناء مساجد كبيرة أخرى خاصة المساجد التي كانت في عهد الأسرة السلجوقية. يقع مسجد في كلبايكان.